# Elatostema tutuilense
Elatostema tutuilense là loài thực vật có hoa trong họ Tầm ma. Loài này được Whistler mô tả khoa học đầu tiên năm 1978.